# Pieter Debree
Pieter Debree (Koolkerke, 1812 - Dudzele, 2 maart 1903) was gedurende verschillende jaren dienstdoende burgemeester van de Belgische gemeente Dudzele.

## Burgemeester
Pieter Jacob Debree was een zoon van de Koolkerkse landbouwers Franciscus Debree en Isabella Debel, die beiden jong stierven. Hij trouwde met Christina Van Hollebeke. Waarschijnlijk bleef het gezin kinderloos.
Hij was een aantal jaren bij het bestuur van de gemeente betrokken, als raadslid, voorzitter van het Bureau voor armenzorg, schepen en dienstdoende burgemeester. 
Hij is zelf nooit burgemeester geworden, maar is zo vaak dienstdoende geweest, voor langere perioden, dat hij zijn plaats in de rij van burgemeesters verdient. De perioden waren:
- van maart 1882 tot 5 augustus 1884, tussen dienstdoende burgemeester Pieter Maenhoudt en burgemeester Pieter Maenhoudt
- van november 1889 tot 31 december 1890, tussen Pieter Maenhoudt en Frans Proot
- van mei 1894 tot januari 1896, tussen Frans Proot en Jan Monbaliu.

In de tussenperioden, wanneer er wel een benoemde burgemeester was, fungeerde Debree als schepen.
Hij was de negentig voorbij toen hij stierf.